# Chavez
Chavez — американская мат-рок-группа из Нью-Йорка, сформированная в 1993 году. В середине 1990-х были изданы два независимых, нечартных альбома. После чего последовал период бездействия, однако в 2006 году лейбл Matador Records издал бокс-сет Better Days Will Haunt You, содержащий оба альбома, мини-альбом и сингл, то есть все записи группы.
Вокалист и гитарист Matt Sweeney (ранее в Skunk и Wider), гитарист Clay Tarver (ранее в Bullet Lavolta), ударник James Lo (ранее в Live Skull и Wider) и басист Davey Hoskins сделали первую демозапись в конце 1993 года. Позже басист был заменён на Scott Marshall. Благодаря синглу Repeat the Ending (1994) и потрясающим живым выступлениям группу стали узнавать на нью-йоркской клубной сцене. Их дебютный альбом Gone Glimmering и последовавший за ним мини-альбом Pentagram Ring появились в 1995, а второй альбом Ride the Fader — в следующем году. После этого они прекратили записываться в студии, но периодически собирались вместе для выступлений. Matt Sweeney играл в группах Guided by Voices и Zwan, а также сотрудничал с Уиллом Олдхэмом в альбоме Superwolf (2005). Clay Tarver режиссировал рекламную кампанию Got Milk?, а также был сценаристом фильма Ничего себе поездочка. James Lo продолжил играть в группах. Scott Marshall стал более активно задействован в киноиндустрии.

## Дискография

### Альбомы
- Gone Glimmering (1995)
- Ride the Fader (1996)

### Мини-альбомы
- Pentagram Ring (1995)

### Синглы
- Repeat the Ending (1994)

### Бокс-сет
- Better Days Will Haunt You (2006)

## Видео
- Unreal Is Here
- Break Up Your Band